# National Rugby League 2020
La National Rugby League de 2020 fue la 113.ª edición del torneo de rugby league más importante de Australia y Nueva Zelanda.

## Formato
Los clubes se enfrentaron en una fase regular de todos contra todos en condición de local y visitante, los ocho equipos mejor ubicados al terminar esta fase clasificaron a la postemporada.
Se otorgaron 2 puntos por el triunfo, 1 por el empate y ninguno por la derrota.

### Postemporada

#### Finales de eliminación (fase 1)
- 5° vs 8° puesto - ganador avanza a las semifinales
- 6° vs 7° puesto - ganador avanza a las semifinales

#### Finales de clasificación (fase 2)
- 1° vs 4° puesto - ganador avanza a las final preliminar, perdedor avanza a semifinales
- 2° vs 3° puesto - ganador avanza a las final preliminar, perdedor avanza a semifinales

#### Semifinales (fase 3)
- Perdedor fase 2 vs ganador fase 1 - ganador avanza a la final preliminar
- Perdedor fase 2 vs ganador fase 1 - ganador avanza a la final preliminar

#### Final preliminar (fase 4)
- Ganador fase 2 vs ganador fase 3 - ganador avanza a la gran final
- Ganador fase 2 vs ganador fase 3 - ganador avanza a la gran final

#### Final
- Ganadores fase 4

## Desarrollo

### Tabla de posiciones
| Pos. | Equipo                        | Encuentros | Encuentros | Encuentros | Encuentros | Tantos | Tantos | Tantos | Puntos |
| Pos. | Equipo                        | PJ         | PG         | PE         | PP         | F      | C      | Dif    | Puntos |
| ---- | ----------------------------- | ---------- | ---------- | ---------- | ---------- | ------ | ------ | ------ | ------ |
| 1    | Penrith Panthers              | 20         | 18         | 1          | 1          | 537    | 238    | +299   | 37     |
| 2    | Melbourne Storm               | 20         | 16         | 0          | 4          | 534    | 276    | +258   | 32     |
| 3    | Parramatta Eels               | 20         | 15         | 0          | 5          | 392    | 288    | +104   | 30     |
| 4    | Sydney Roosters               | 20         | 14         | 0          | 6          | 552    | 322    | +230   | 28     |
| 5    | Canberra Raiders              | 20         | 14         | 0          | 6          | 445    | 317    | +128   | 28     |
| 6    | South Sydney Rabbitohs        | 20         | 12         | 0          | 8          | 521    | 352    | +169   | 24     |
| 7    | Newcastle Knights             | 20         | 11         | 1          | 8          | 421    | 374    | +47    | 23     |
| 8    | Cronulla-Sutherland Sharks    | 20         | 10         | 0          | 10         | 480    | 480    | 0      | 20     |
| 9    | Gold Coast Titans             | 20         | 9          | 0          | 11         | 346    | 463    | −117   | 18     |
| 10   | New Zealand Warriors          | 20         | 8          | 0          | 12         | 343    | 458    | −115   | 16     |
| 11   | Wests Tigers                  | 20         | 7          | 0          | 13         | 440    | 505    | −65    | 14     |
| 12   | St. George Illawarra Dragons  | 20         | 7          | 0          | 13         | 378    | 452    | −74    | 14     |
| 13   | Manly-Warringah Sea Eagles    | 20         | 7          | 0          | 13         | 375    | 509    | −134   | 14     |
| 14   | North Queensland Cowboys      | 20         | 5          | 0          | 15         | 368    | 520    | −152   | 10     |
| 15   | Canterbury-Bankstown Bulldogs | 20         | 3          | 0          | 17         | 282    | 504    | −222   | 6      |
| 16   | Brisbane Broncos              | 20         | 3          | 0          | 17         | 268    | 624    | −356   | 6      |

|  | Postemporada. |

### Postemporada

#### Finales de clasificación
| 2 de octubre | Penrith Panthers | 29 - 28 | Sydney Roosters |  |  |

| 3 de octubre | Melbourne Storm | 36 - 24 | Parramatta Eels |  |  |

#### Finales de eliminación
| 3 de octubre | Canberra Raiders | 32 - 20 | Cronulla-Sutherland Sharks |  |  |

| 4 de octubre | South Sydney Rabbitohs | 46 - 20 | Newcastle Knights |  |  |

#### Semifinal
| 9 de octubre | Sydney Roosters | 18 - 22 | Canberra Raiders |  |  |

| 10 de octubre | Parramatta Eels | 24 - 38 | South Sydney Rabbitohs |  |  |

#### Finales premilinares
| 16 de octubre | Melbourne Storm | 30 - 10 | Canberra Raiders |  |  |

| 17 de octubre | Penrith Panthers | 20 - 16 | South Sydney Rabbitohs |  |  |

#### Final
| 25 de octubre | Penrith Panthers | 20 - 26 | Melbourne Storm | ANZ Stadium, Sídney             |  |
|               |                  |         |                 | Asistencia: 37.303 espectadores |  |

| Bandera de Australia    |
| Campeón Melbourne Storm |
| Cuarto título           |